# 乔塔钦德瓦拉
乔塔钦德瓦拉（Chhota Chhindwara (Gotegaon)），是印度中央邦Narsimhapur县的一个城镇。总人口23417（2001年）。

## 人口
该地2001年总人口23417人，其中男性12119人，女性11298人；0—6岁人口3102人，其中男1590人，女1512人；识字率75.52%，其中男性为80.89%，女性为69.76%。